# Blaesoxipha dolosa
Blaesoxipha dolosa är en tvåvingeart som beskrevs av Carroll William Dodge 1966. Blaesoxipha dolosa ingår i släktet Blaesoxipha och familjen köttflugor. Inga underarter finns listade i Catalogue of Life.